# Euboea Fluctūs
Gli Euboea Fluctūs sono una struttura geologica della superficie di Io.